# Hans Fahsl
Hans Fahsl (* 15. August 1941 in Duisburg; † 1. August 2017) war ein deutscher Hammerwerfer.

## Leben
Fahsl trat national erstmals im Jahr 1959 in Erscheinung, als er mit einem Wurf von 53,22 m auf dem zweiten Platz der deutschen Jugendbestenliste landete.
Ein Jahr später wurde er wenige Wochen vor seinem 19. Geburtstag Deutscher Vizemeister bei den Erwachsenen.
In den Jahren 1961 bis 1963 folgten drei aufeinanderfolgende Deutsche Meisterschaften. Ebenfalls im Jahr 1961 verbesserte er mit 63,94 m den neun Jahre alten deutschen Rekord von Karl Storch um mehr als 3 Meter.
Nach dem Vereinswechsel von seinem Heimatverein Schwarz-Weiß Westende Hamborn zum SV Bayer 04 Leverkusen im Jahr 1964 stand er für seine weitere Karriere im Schatten von Uwe Beyer, der ab 1964 den westdeutschen Hammerwurf dominierte. Fahsl wurde in dieser Zeit sieben Mal Deutscher Vizemeister, immer hinter Beyer.
International nahm Fahsl an den Europameisterschaften 1962 und 1966 teil, wo er jeweils Neunter wurde. Bei den Olympischen Spielen 1964 in Tokio schied er in der Qualifikationsrunde aus. 1968 in Mexiko erreichte er den 11. Platz.
Außerdem wurde er dreimal Deutscher Meister im Gewichtwurf (1962, 1967 und 1970).
Seine Bestleistung liegt bei 70,79 m, erzielt am 12. Juni 1971 in Bonn.
Fahsl hatte bei einer Größe von 1,91 m ein Wettkampfgewicht von 115 kg.